# Mor Thiam
Mor Dogo Thiam, né le 22 mai 1941, est un batteur sénégalais, historien de la culture, et consultant en divertissement. 

## Carrière
Thiam enregistre son premier album, Ndende Safarra, en 1973 avec BB King et Nancy Wilson pour venir en aide aux victimes d'une sécheresse africaine. Le groupe est invité par le président Nixon à se produire à la Maison Blanche à Washington DC. En 1999, Thiam enregistre son deuxième album Back to Africa.

## Vie privée
En 2009, Thiam fait le pèlerinage du Hajj à La Mecque et consacre sa vie au développement de Darou Khafour et à la construction de l'école internationale Mor Thiam Learning Center (MTLC).
Thiam est le père d'Akon, et réside entre Orlando (Floride) et Dakar.